# Pachnoda alluaudi
Pachnoda alluaudi är en skalbaggsart som beskrevs av Thierry Bourgoin 1913. Pachnoda alluaudi ingår i släktet Pachnoda och familjen Cetoniidae. Inga underarter finns listade i Catalogue of Life.